# 2446 Lunacharsky
2446 Lunacharsky eller 1971 TS2 är en asteroid i huvudbältet som upptäcktes den 14 oktober 1971 av den ryska astronomen Ljudmila Tjernych vid Krims astrofysiska observatorium på Krim. Den har fått sitt namn efter författaren Anatolij Lunatjarskij.
Asteroiden har en diameter på ungefär tolv kilometer.